# Pero saturata
Pero saturata là một loài bướm đêm trong họ Geometridae.